# ボルジアの間

ボルジアの間に含まれる「奥義の間」に描かれているピントゥリッキオ作「復活」に描き込まれた、祈りを捧げるアレクサンデル6世

ボルジアの間（イタリア語: Appartamento Borgia）とは、バチカン市国内のバチカン宮殿にある、14室からなる一連の部屋の総称である。宮殿2階の大部分を占め、ラファエロの間の階下に位置する。

## 歴史
ボルジアの間を構成する14の部屋は、その名の示す通り、ローマ教皇アレクサンデル6世（ロドリーゴ・ボルジア）の個人的住居として使われていた。その死後は、後を継いだ教皇ユリウス2世の親族などの居室として使われたが、そのうちほとんど使われなくなり、空き部屋となっていた。19世紀末になって、部屋そのものやその他の美術作品の展示に供されるようになった。
15世紀後半にアレクサンデル6世はイタリアの画家ベットのベルナルディーノ（ピントゥリッキオ）に部屋の内装としてフレスコ画の作成を依頼した。作成されたフレスコ画など、1492年から1494年にかけて描かれた絵画には、中世の博物学的知識、キリスト教の終末論、神につながるとされるボルジア家の系譜などが図像学的に表されている。

## フレスコ画
ボルジアの間にある絵画は、現在ではバチカン図書館の一部をなすと考えられている。
壁面の上部と丸天井には、絵画だけでなく、漆喰で作成された多数のレリーフが配置されている。ボルジアの間の主要な5つの部屋にピントゥリッキオが作成した主な作品は、以下のような題材に基づいている。
- 受胎告知、キリストの降誕、東方三博士、キリスト復活
- 聖カタリナ、聖アントニウスを含む聖者たちの生涯からの場面
- 自由七科から音楽、数論などの寓意画（アレゴリーまたはAllegory）
- 豪華なアラベスク（イスラム風唐草模様）を施した4つの絵画
- 惑星、1年の各月の役割、その他

主要な5部屋に次ぐ6番目の部屋というのがあるが、この部屋の絵画はペリーノ・デル・ヴァーガ (en) により描き直されている。

## 主な部屋
ボルジアの間は、以下の5部屋を中心としたいくつもの部屋から構成されている。
- 巫女の間
- 使徒信条の間
- 自由七学芸の間
- 諸聖人の間
- 奥儀の間

ボルジア家は1503年のアレクサンデル6世の没後、急速に衰え、またその強権的な施政から多くの反感を買っていたため、ボルジアの間はほとんどうち捨てられたような状態であった。

### 奥儀の間(The Hall of the Mysteries of the Faith)
| Hall of Mysteries of the Faith | Hall of Mysteries of the Faith | Hall of Mysteries of the Faith | Hall of Mysteries of the Faith |
| ------------------------------ | ------------------------------ | ------------------------------ | ------------------------------ |
|                                |                                |                                |                                |
| Annunciation                   | Nativity                       | Adoration of the Magi          | Resurrection                   |
|                                |                                |                                |                                |
| Ascension                      | Ascension                      | Descent of the Holy Spirit     | Assumption of the Virgin       |

### 諸聖人の間(The Hall of the Saints)
| Hall of the Saints         | Hall of the Saints           | Hall of the Saints         |
| -------------------------- | ---------------------------- | -------------------------- |
|                            |                              |                            |
| St Catherine's Disputation | Myth of the Bull Apis        | Martyrdom of Saint Barbara |
|                            |                              |                            |
| Paul the Hermit            | Martyrdom of Saint Sebastian | The Visitation             |

### 自由七学芸の間(The Hall ofTriviumand ofQuadrivium)
| The Arts of the Trivium and Quadrivium (selected) | The Arts of the Trivium and Quadrivium (selected) | The Arts of the Trivium and Quadrivium (selected) | The Arts of the Trivium and Quadrivium (selected) | The Arts of the Trivium and Quadrivium (selected) |
| ------------------------------------------------- | ------------------------------------------------- | ------------------------------------------------- | ------------------------------------------------- | ------------------------------------------------- |
|                                                   |                                                   |                                                   |                                                   |                                                   |
| Grammar (Trivium)                                 | Rhetoric (Trivium)                                | Music (Quadrivium)                                | Geometry (Quadrivium)                             | Astrology(Quadrivium)                             |

## 現在
1889年に、教皇レオ13世はボルジア家の間を修復し、一般公開した。ボルジア家の間を構成するほとんどの部屋は現在、パウロ6世が開設したバチカン近代宗教画コレクション (en) の展示室として使われている。
バチカン近代宗教画コレクションには約600点の絵画、彫刻などがあり、その中にはポール・ゴーギャン、マルク・シャガール、パウル・クレー、ワシリー・カンディンスキーらの作品も含まれている。